# Blauneria heteroclita
Blauneria heteroclita is een slakkensoort uit de familie van de Ellobiidae. De wetenschappelijke naam van de soort werd in 1808 voor het eerst geldig gepubliceerd door George Montagu.